# Баронет Твислтон-Викем-Файнс
Баронет Твислтон-Викем-Файнс из Банбери в графстве Оксфорд— титул баронетов Соединённого Королевства. Был создан в 1916 году в честь дня рождения либерального политика и заслуженного офицера Юстаса Твислтон-Викем-Файнса.
Сэр Юстас был вторым сыном Джона Твислтона-Викем-Файнса, 11/17-го барона Сэй и Сил. Он имел долгую военную карьеру и представлял Банбери в парламенте (1906—1910, 1910—1918). Во время создания титула был майором в Оксфордширском Йоменском полку, ветераном Первой мировой войны. Позже был подполковником и колониальным администратором.
Старший сын и наследник сэра Юстаса, капитан Джон Юстас Твислтон-Уикем-Файнс, скончался 18 июня 1917 года от ран, полученных в битве при Аррасе, где он служил в полку Гордонских горцев. После смерти сэра Юстаса в феврале 1943 года титул перешёл к его второму сыну, подполковнику сэру Рэнальфу Твислтон-Уикем-Файнсу, который служил в полку Королевских шотландских серых.
В 1931 году второй баронет женился на Одри Джоан Уилсон, дочери сэра Перси Ньюсона. У них было три дочери. Скончался от ран 24 ноября 1943 года. Третий баронет, Ранульф Твислтон-Викем-Файнс, родился в марте 1944 года, после смерти отца. Он известен как путешественник и продюсер и является троюродным братом актёров Ральфа Файнса и Джозефа Файнса. Как потомок 11-го барона Сэй и Сил, он также является потенциальным наследником этого титула. В 1970 году Ранульф женился на Вирджинии Пеппер, которая умерла от рака в 2004 году. Наследников титула нет.

## Баронеты Твислтон-Викем-Файнс
- Сэр Юстас Твислтон-Уикхем-Файнс, 1-й баронет (1864—1943)
- Капитан Джон Юстас Твислтон-Викем-Файнс (1895—1917)
- Сэр Рэнальф Твислтон-Викем-Файнс, 2-й баронет (1902—1943)
- Сэр Рэнальф Твислтон-Викем-Файнс , 3-й баронет (родился в 1944 году)